# Merwilla plumbea
Merwilla plumbea är en sparrisväxtart som först beskrevs av John Lindley, och fick sitt nu gällande namn av Franz Speta. Merwilla plumbea ingår i släktet Merwilla och familjen sparrisväxter. Inga underarter finns listade i Catalogue of Life.

## Bildgalleri

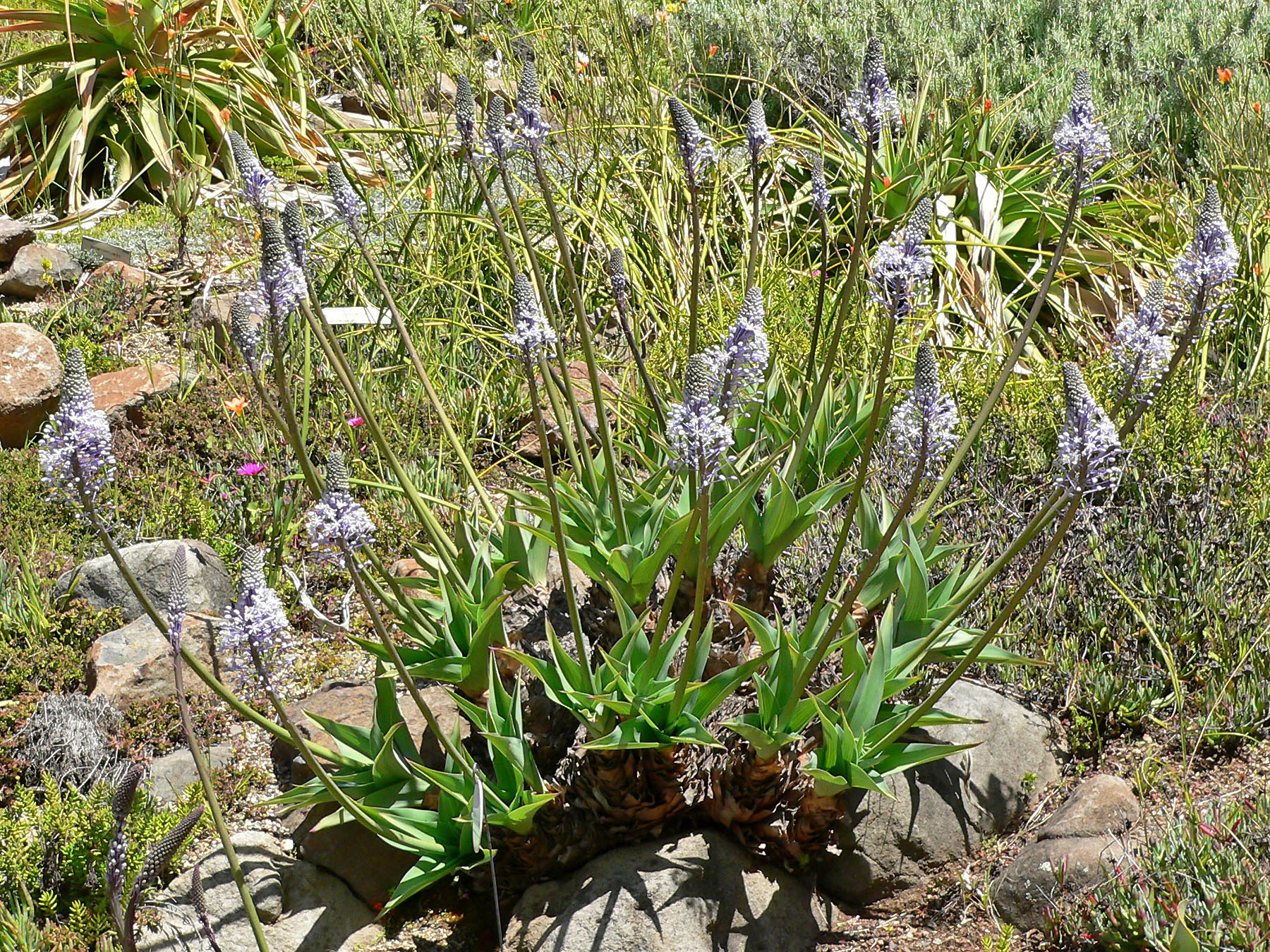
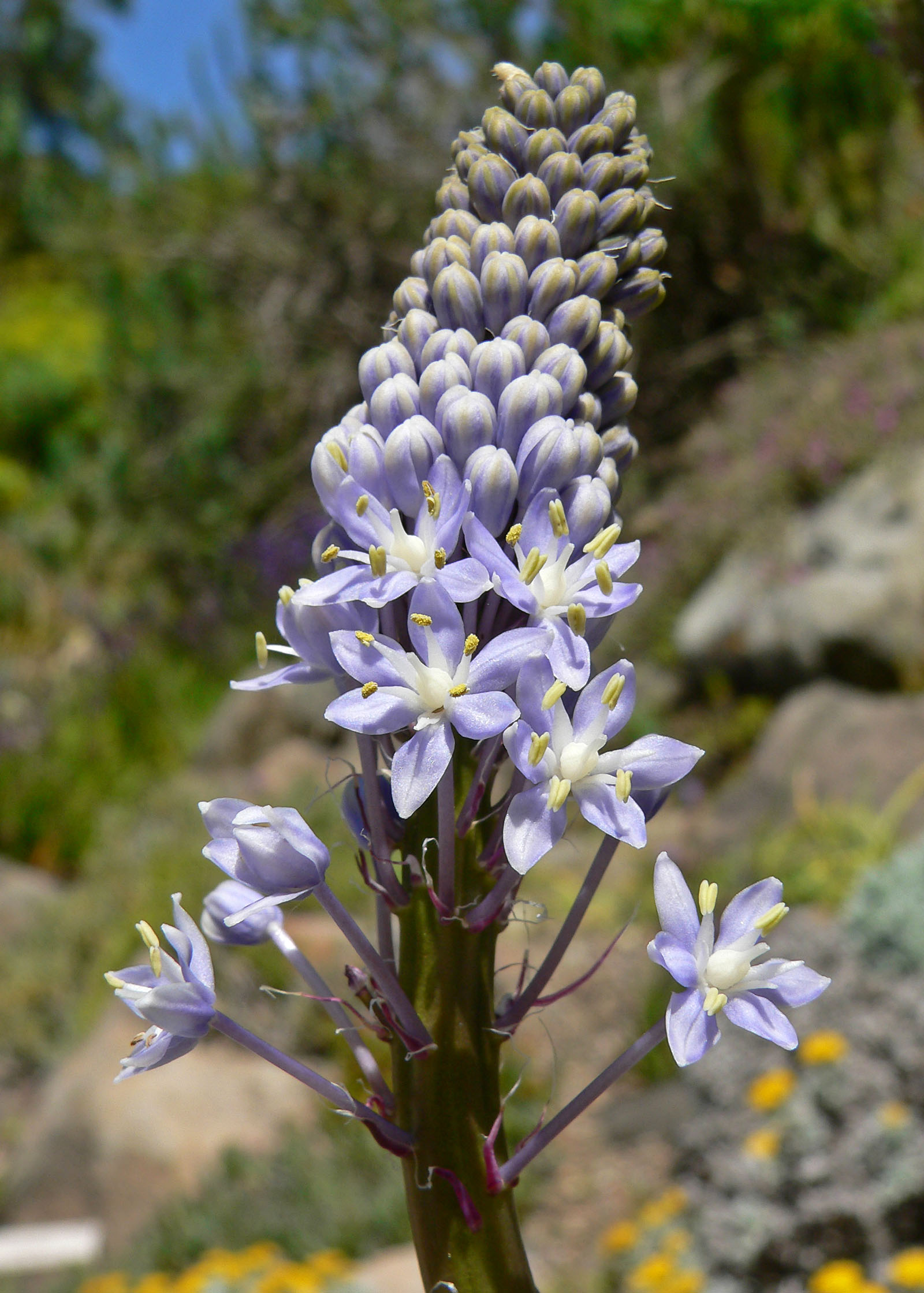
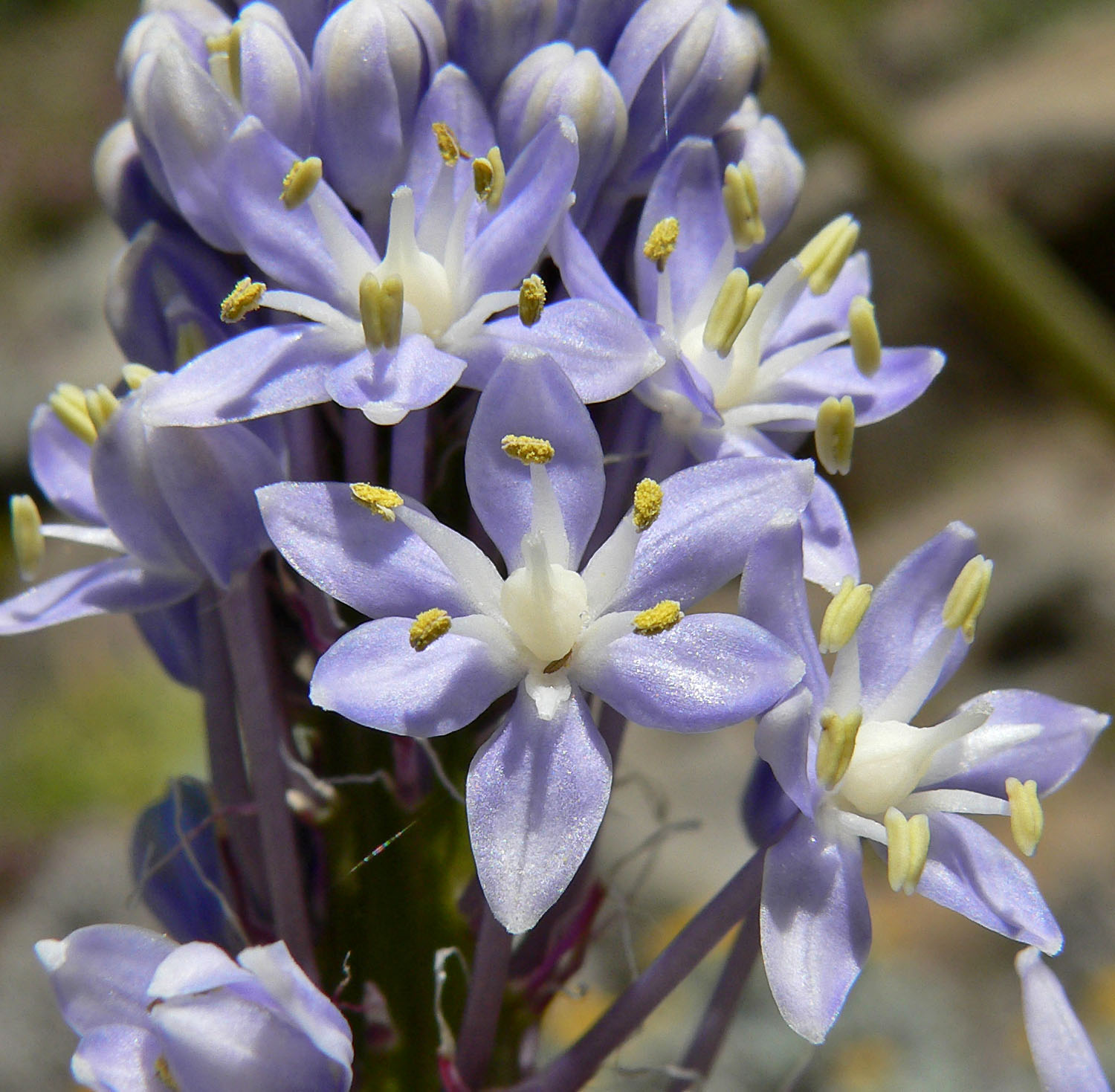
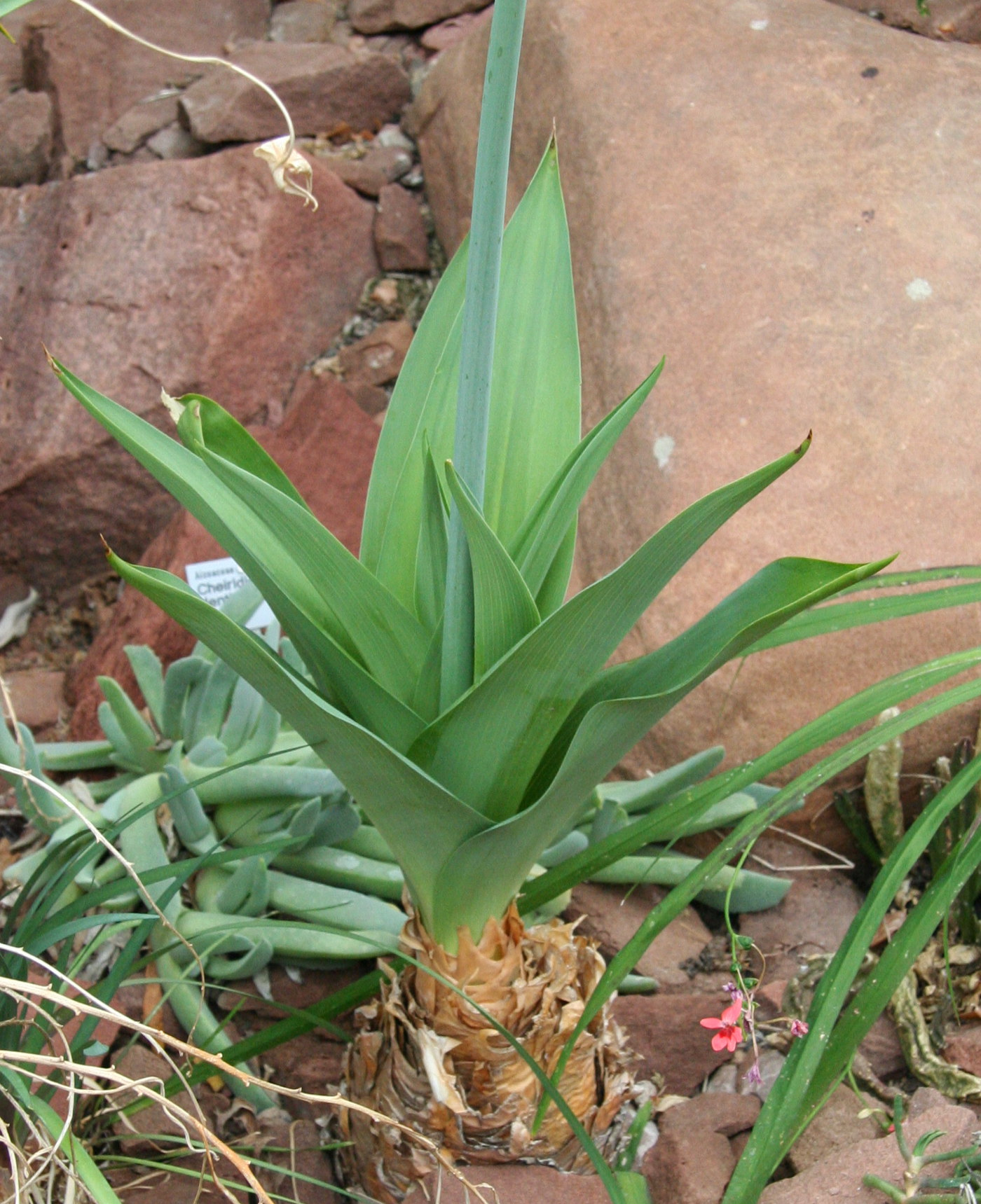
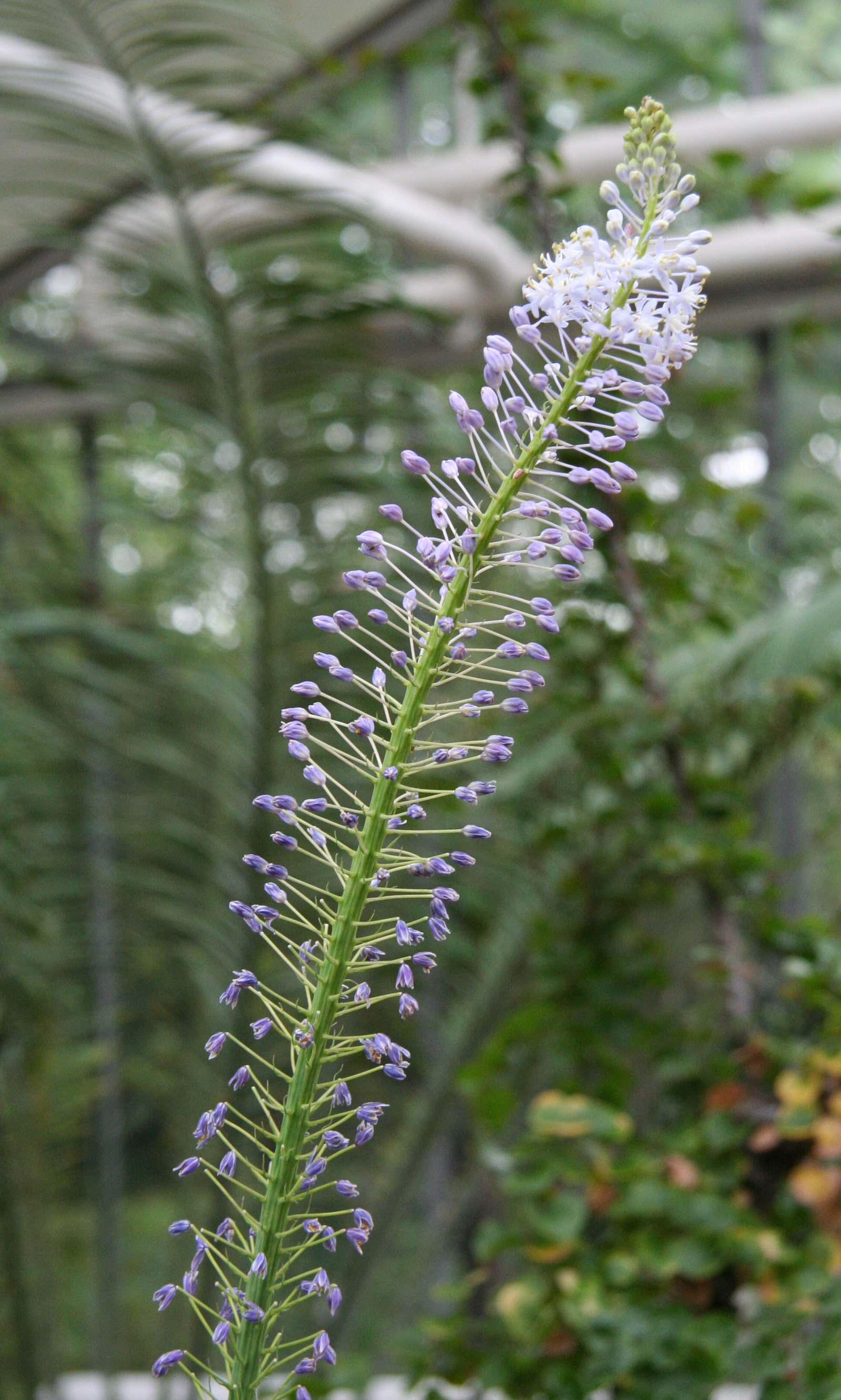
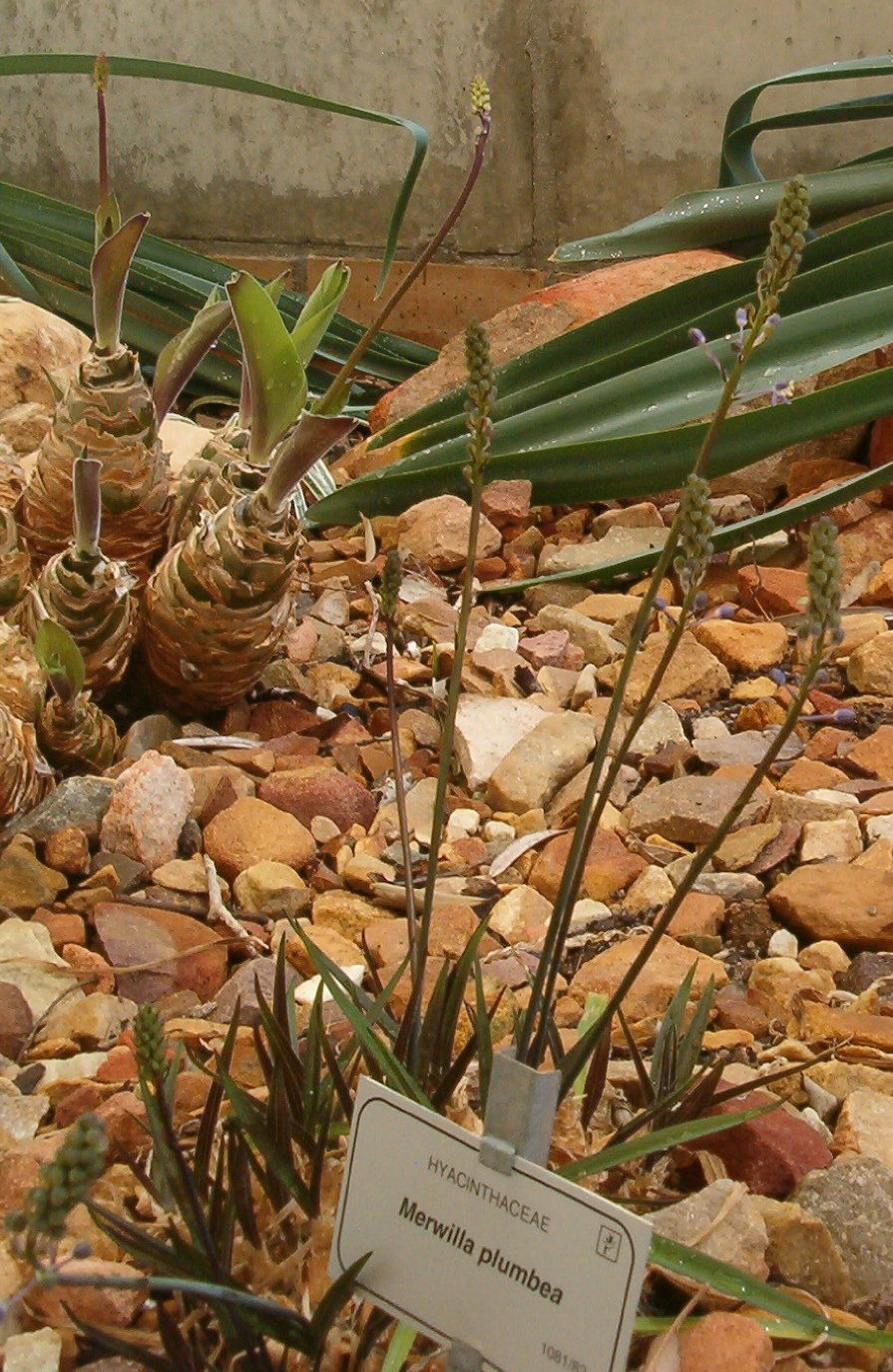